# 夢想之球
《夢想之球》（日语：オモイダマ），是日本男子演唱團體關西傑尼斯8的第28張單曲，於2014年7月2日發行，唱片公司為Imperial Records。

## 概要
- 主題曲「オモイダマ」為日本朝日電視台播出之體育節目《熱闘甲子園》的主題曲，歌曲以「高中生的夢想計劃」為主題，歌詞是通過全國高中學校的6000名學生的提議所結合而成的。而伴奏方面，則是選拔了高校中的30位管弦樂隊成員演奏。另外，歌名「オモイダマ」其實是自組的詞語，意思是夢想之球，鼓勵大家追求夢想的意思。單曲封面更是在阪神的甲子園球場拍攝，充滿青春的衝勁。[1]
- 首週單曲銷量為168,866張。

## 收錄曲

### 通常盤
1. オモイダマ (夢想之球)
作詞：松原さらり、作曲：南田健吾、編曲：大西省吾、ブラスアレンジ：YOKAN
2. 純情恋花火
作詞・作曲：平義隆、編曲：久米康嵩
3. まだ見ぬ地図
作詞・作曲：Agree2、編曲：高橋浩一郎
4. オモイダマ（ブラスバンドver.）
作曲：南田健吾、編曲：YOKAN
5. キング オブ 男!（ブラスバンドver.）
作曲：TAKESHI、編曲：YOKAN

### 初回限定盤
CD
1. オモイダマ
2. 純情恋花火

DVD
1. 「オモイダマ」 Music Clip+making映像